# Fonction de masse initiale
 (octobre 2019).
Pour les articles homonymes, voir fonction de masse et IMF.
En astronomie, la fonction initiale de masse (initial mass function, abrégée en IMF en anglais) est la relation qui décrit la distribution des masses des étoiles pour une population d'étoiles nouvellement formées. Elle fournit le nombre d'étoiles de masse {\displaystyle M} par unité de masse. Elle peut être obtenue par la fonction de luminosité en utilisant la relation masse-luminosité.
Pour les étoiles de masse supérieure à celle du Soleil (c'est-à-dire une masse solaire), on utilise généralement la formule donnée par Edwin Salpeter en 1955 et qui s'écrit :
{\displaystyle \xi (M)=\xi _{0}\,M^{-2.35}},
où {\displaystyle \xi (M)} est le nombre d'étoiles par unité de masse. Cette relation est aussi connue sous le nom de fonction de Salpeter.
D'un autre côté, des recherches plus récentes par les astrophysiciens Glenn E. Miller et John M. Scalo suggèrent que l'IMF s'aplatit pour les masses inférieures à une masse solaire. L'IMF d'étoiles de très faible masse comme les naine brunes est encore très mal connue. Plus récemment encore, les travaux de l'astronome allemand Pavel Kroupa suggèrent une IMF plus complexe :
{\displaystyle \xi (M)={\begin{cases}k_{0}\left({\frac {M}{m_{0}}}\right)^{-\alpha _{0}}&,\quad m_{0}<M\leq m_{1}\\k_{1}\left({\frac {M}{m_{1}}}\right)^{-\alpha _{1}}&,\quad m_{1}<M\leq m_{2}\\k_{2}\left({\frac {M}{m_{2}}}\right)^{-\alpha _{2}}&,\quad m_{2}<M\end{cases}}}
où {\displaystyle m_{0}=0.01\,m_{\odot }}(la masse stellaire minimale), {\displaystyle m_{1}=0.08\,m_{\odot }}, {\displaystyle m_{2}=0.5\,m_{\odot }};
{\displaystyle \alpha _{0}=0.3}, {\displaystyle \alpha _{1}=1.3}, {\displaystyle \alpha _{2}=2.3}.
Le terme {\displaystyle k_{0}} dépend de différents facteurs (densité de matière, choix de {\displaystyle m_{0}}, choix de l'unité de masse, etc). De plus, {\displaystyle k_{1}=k_{0}\left({\frac {m_{1}}{m_{0}}}\right)^{-\alpha _{0}}} et {\displaystyle k_{2}=k_{1}\left({\frac {m_{2}}{m_{1}}}\right)^{-\alpha _{1}}} sont des coefficients d'ajustement assurant la continuité de la fonction aux limites des différents domaines de validité.
L'une des questions les plus fondamentales concernant l'IMF est de savoir si elle est universelle ou pas. En d'autres termes, les astronomes cherchent à savoir s'il existe un processus (ou un ensemble de processus) unique aboutissant toujours à la même fonction initiale de masse, qui serait ensuite modulée en fonction des conditions locales. 